# Forsvundet sporløst (film)
Forsvundet sporløst  er en amerikansk  psykologisk thriller fra 1993 instrueret af George Sluizer med Kiefer Sutherland og Jeff Bridges i hovedrollerne.
Filmen er en genindspilning af den hollandske film Spoorloos af samme instruktør, som igen er baseret på romanen Det gyldne rum af Tim Krabbé. I denne version har man dog valgt en lykkelig slutning.

## Medvirkende
- Jeff Bridges som Barney Cousins
- Kiefer Sutherland som Jeff Harriman
- Nancy Travis som Rita Baker
- Sandra Bullock som Diane Shaver
- Park Overall som Lynn
- Maggie Linderman som Denise Cousins
- Lisa Eichhorn som Helene Cousins
- George Hearn som Arthur Bernard
- Lynn Hamilton som Miss Carmichael